# Бомбей (остров)
Остров Бомбей (англ. Isle of Bombay) — остров в Индийском океане, ранее входивший в состав архипелага Семь островов Бомбея и расположенный на территории Индии.

## Семь островов Бомбея

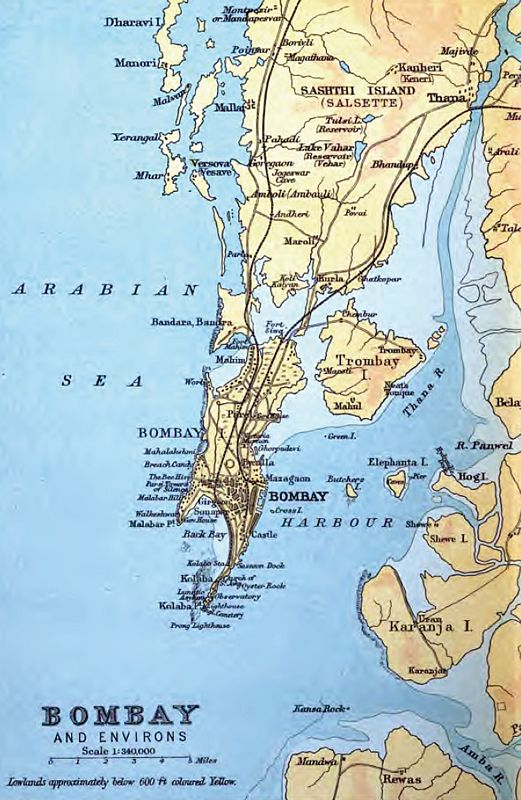
Карта Бомбея в 1893 году

Семь островов Бомбея

Остров Бомбей был открыт и назван португальским торговцем и исследователем Франсишку ди Алмейда в 1508 году, который назвал его «Bom Bahia» (с португальского — «Хороший залив»). В 16 веке архипелаг находился под властью Португалии, а в 1662 году был передан Англии в качестве приданого Екатерины Брагансской, вышедшей в том же году за британского короля Карла II. После масштабных насыпных работ острова объединились в один и были связаны с материковой частью Индии с помощью моста; сейчас на острове Бомбей находится город Мумбаи, носивший имя острова до 1995 года. Будучи главным островом архипелага, Бомбей был основным британским портом «Семи островов». На холме Малабар-Хилл находится древний индуистский храм Валкешвар, построенный при династии Силхара. На острове расселялось множество этнических групп: маратхи, парсы, гуджаратцы, мусульмане, а также выходцы из Португалии и Англии. Остров был часто затапливаемым местом, особенно во время приливов. Поэтому в 1782—1784 годах британские власти засыпали пролив, отделявший Бомбей от острова Ворли.

## География
Остров находится в Индийском океане и омывается водами Аравийского моря. Площадь острова — 603 км². Высота над уровнем моря — от 10 до 15 метров. Остров Бомбей находился в самом центре архипелага. На юге от него лежали острова Колаба и Малая Колаба (Остров Старухи). Севернее — остров Мазагаон, на месте которого ныне находится ручей, острова Парел, Махим и Ворли. Остров окружают четыре залива: Вазаи-Крик, Гораи-Крик, Малад-Крик, Тан-Крик. На острове располагаются реки: Дахисар, Ошивара, Пойсар, Митхи; и озёра: Тулси, Вихар, Повай. Со стороны материка находится устье реки Улхас. Гор остров не имеет, но на нём расположены 13 холмов из 22 прежних: Малабар, Кумбала, Антоп, Сеури, Гилберт, Уорли, Пали, Мазагаон, Сион, Махакали, Гоанджи, Пулшачи, Саламати. В английском варианте к названию прибавляют часть «-Хилл» (с английского — «холм»).

## Фауна
Остров не славится разнообразием живых существ, так как основная его часть занята городской территорией. В фауне Бомбея преобладают птицы:
- Сорочья хохлатая кукушка
- Павлин
- Коэли
- Питты
- Египетская цапля
- Трёхпалый лесной зимородок
- Бюльбюль
- Шама-дрозды